# Östpapegojor
Östpapegojor (Psittaculidae) är en familj fåglar av ordningen papegojfåglar. Tidigare ingick arterna i familjen Psittacidae, då med det svenska trivialnamnet papegojor. Numera delas den familjen oftast upp i två efter DNA-studier som visar att de två grupperna skildes åt för relativt länge sedan. 
I Psittaculidae återfinns många av de papegojor som förekommer i Gamla världen, dock inte de afrikanska släktena Poicephalus och Psittacus som förs till familjen västpapegojor (Psittacidae), och inte heller kakaduor och maoripapegojor som var för sig utgör egna familjer. 
I familjen ingår välkända papegojor som undulat (Melopsittacus undulatus), dvärgpapegojor (Agapornis) och lorier bland andra. Här listas släktena i familjen med artantal noterat för varje släkte. Släkt– och artindelningen följer AviList:
- Underfamilj Psittrichasinae
  -     - Psittrichas – borstpapegoja
    - Coracopsis – 4 arter vasapapegojor
- Underfamilj Psittaculinae
  - Tribus Psittaculini
    - Micropsitta – 6 arter spettpapegojor
    - Alisterus – 3 arter kungspapegojor
    - Aprosmictus – 2 arter papegojor
    - Polytelis – 3 arter parakiter
    - Prioniturus – 10 arter flaggpapegojor
    - Eclectus – 5 arter ädelpapegojor, varav en utdöd
    - Geoffroyus – 3 arter papegojor
    - Psittinus – 2 arter papegojor
    - Mascarinus – réunionpapegoja, utdöd
    - Lophopsittacus – korppapegoja, utdöd
    - Necropsittacus – rodriguespapegoja, utdöd
    - Tanygnathus – 5 arter papegojor
    - Psittacula– 16 arter parakiter, varav tre utdöda

  - Tribus Psittacellini
    - Psittacella – 4 arter tigerpapegojor

  - Tribus Pezoporini
    - Pezoporus – 2 arter markpapegojor
    - Neopsephotus – pastellparakit
    - Neophema – 6 arter parakiter

  - Tribus Platycercini
    - Lathamus – seglarparakit
    - Prosopeia – 3 arter glansparakiter
    - Eunymphicus – 2 arter parakiter
    - Cyanoramphus – 10 arter, varav två utdöda
    - Barnardius – ringparakit
    - Platycercus – 6 arter rosellor
    - Psephotus – sångparakit
    - Northiella – 2 arter blåmaskparakiter
    - Purpureicephalus – purpurbröstad parakit
    - Psephotellus – 4 arter, varav en utdöd

  - Tribus Agapornini
    - Bolbopsittacus – guaiabero
    - Agapornis – 9 arter dvärgpapegojor
    - Loriculus – 15 arter hängpapegojor

  - Tribus Loriini
    - Nannopsittacus – 3 arter fikonpapegojor
    - Cyclopsitta – 4 arter fikonpapegojor
    - Melopsittacus – undulat
    - Oreopsittacus – blåstrupig lorikit
    - Charminetta – dvärglorikit
    - Hypocharmosyna – 2 arter lorikiter
    - Charmosynopsis – 2 arter lorikiter
    - Charmosyna – 4 arter lorikiter
    - Vini – 12 arter lorikiter
    - Neopsittacus – 2 arter lorikiter
    - Lorius – 6 arter lorier
    - Psitteuteles – 3 arter lorikiter
    - Chalcopsitta – 5 arter lorier
    - Glossoptilus – grönstreckad lorikit
    - Trichoglossus – 22 arter lorikiter